# 一楽真
一楽 真（いちらく まこと、1957年 - ）は、真宗大谷派の僧侶、真宗学を専攻する仏教学者である。石川県生まれ。2018年現在、大谷大学真宗学科教授。博士（文学）。真宗大谷派小松教区第二組宗圓寺住職。真宗大谷派擬講。所属学会は、日本仏教学会、日本印度学仏教学会、国際真宗学会、真宗連合学会、日本宗教学会。大谷大学真宗学会『親鸞敎學』発行人。真宗大谷派主催「新宿親鸞講座」講師。

## 略歴
- 1957年（昭和32年）、石川県小松市にて一楽典次の子として生まれる[2][3]。
- 1980年（昭和55年）、大谷大学文学部真宗学科を卒業する[2]。
- 1985年（昭和60年）、大谷大学大学院文学研究科博士後期課程を満期退学する[2]。
- 2005年（平成17年）、石川県小松市高堂町にある「宗圓寺」の住職を父より継承する[3]。
- 2009年（平成21年）4月1日、大谷大学教授に就任する[4]。
- 2018年（平成30年）3月23日、学位論文「親鸞の救済論」により、大谷大学から博士（文学）の学位を取得する[5]。

## 著書
- 『大無量寿経講義-尊者阿難、座より起ち-』　文栄堂、2004年。[NDL-OPAC 1]
- 一楽 真 講述『第37回 金沢教区同朋大会講義録』 真宗大谷派金沢教区教化委員会、2005年。
- 『愚禿の名のり』　真宗大谷派名古屋別院教化事業部〈東別院伝道叢書 30〉、2007年。[NDL-OPAC 2]
- 『親鸞聖人に学ぶ-真宗入門』　真宗大谷派宗務所出版部、2007年。[NDL-OPAC 3]
- 『この世を生きる念仏の教え』　真宗大谷派宗務所出版部、2008年。[NDL-OPAC 4]
- 『四十八願概説-法蔵菩薩の願いに聞く-』　文栄堂、2009年。
- 『親鸞の教化-和語聖教の世界』 筑摩書房〈シリーズ親鸞 第五巻〉、2010年。[NDL-OPAC 5]
- 『『入出二門偈頌文』聞記-二〇一四年安居次講』　真宗大谷派宗務所出版部、2014年。[NDL-OPAC 6]
- 『日本人のこころの言葉 蓮如』　創元社、2014年。[NDL-OPAC 7]

### 共著
- 一楽 真ほか[6]『ブッダと親鸞-教えに生きる』　真宗大谷派宗務所出版部、2004年。[NDL-OPAC 8]
- 佐藤弘夫、一楽 真 講述『真宗教学学会高田大会講演録 御流罪八百年-弾圧を超えて-』　真宗大谷派高田教区教化委員会、2008年。
- 大谷大学真宗総合研究所 編『親鸞聖人七百五十回御遠忌記念論集 上巻-『教行信証』の思想』筑摩書房、2011年。[NDL-OPAC 9]

### 論文
- CiNii > 一楽真
- INBUDS > 一楽真

### 書誌情報(NDL-OPAC)
1. ↑  『大無量寿経講義: 尊者阿難、座より起ち』
2. ↑  『愚禿の名のり』
3. ↑  『親鸞聖人に学ぶ: 真宗入門』
4. ↑  『この世を生きる念仏の教え』
5. ↑  『シリーズ親鸞 第五巻』
6. ↑  『『入出二門偈頌文』 聞記: 二〇一四年安居次講』
7. ↑  『蓮如』
8. ↑  『ブッダと親鸞: 教えに生きる』
9. ↑  『『教行信証』の思想: 親鸞聖人七百五十回御遠忌記念論集 上巻』